# Закон Джоуля — Ленца
Закон Джоуля — Ле́нца — физический закон, дающий количественную оценку теплового действия электрического тока. Установлен в 1841 году Джеймсом Джоулем и независимо от него в 1842 году Эмилием Ленцем.

## Определения
В словесной формулировке звучит следующим образом:

Мощность тепла, выделяемого в единице объёма среды при протекании постоянного электрического тока, равна произведению плотности электрического тока на величину напряженности электрического поля.

Математически может быть выражен в следующей форме:
{\displaystyle w={\vec {j}}\cdot {\vec {E}}=\sigma E^{2},}
где {\displaystyle w} — мощность выделения тепла в единице объёма, {\displaystyle {\vec {j}}} — плотность электрического тока, {\displaystyle {\vec {E}}} — напряжённость электрического поля, σ — проводимость среды, а точкой обозначено скалярное произведение.
Закон также может быть сформулирован в интегральной форме для случая протекания токов в тонких проводах:

Количество теплоты, выделяемое в единицу времени в рассматриваемом участке цепи, пропорционально произведению квадрата силы тока на этом участке и сопротивления участка.

В интегральной форме этот закон имеет вид
{\displaystyle dQ=I^{2}Rdt,}
{\displaystyle Q=\int \limits _{t_{1}}^{t_{2}}I^{2}Rdt,}
где {\displaystyle dQ} — количество теплоты, выделяемое за промежуток времени {\displaystyle dt}, {\displaystyle I} — сила тока, {\displaystyle R} — сопротивление, {\displaystyle Q} — полное количество теплоты, выделенное за промежуток времени от {\displaystyle t_{1}} до {\displaystyle t_{2}}. В случае постоянных силы тока и сопротивления:
{\displaystyle Q=I^{2}Rt.}
Применяя закон Ома, можно получить следующие эквивалентные формулы:
{\displaystyle Q=U^{2}t/R\ =IUt.}

## Практическое значение

### Снижение потерь энергии
При передаче электроэнергии тепловое действие тока в проводах является нежелательным, поскольку ведёт к потерям энергии. Подводящие провода и нагрузка соединены последовательно — значит, ток в сети {\displaystyle I} на проводах и нагрузке одинаков. Мощность нагрузки и сопротивление проводов не должны зависеть от выбора напряжения источника. Выделяемая на проводах и на нагрузке мощность определяется следующими формулами
{\displaystyle Q_{w}=R_{w}\cdot I^{2},}
{\displaystyle Q_{c}=U_{c}\cdot I.}
Откуда следует, что {\displaystyle Q_{w}=R_{w}\cdot Q_{c}^{2}/U_{c}^{2}}. Так как в каждом конкретном случае мощность нагрузки и сопротивление проводов остаются неизменными и выражение {\displaystyle R_{w}\cdot Q_{c}^{2}} является константой, то тепло, выделяемое на проводе, обратно пропорционально квадрату напряжения на потребителе. Повышая напряжение, мы снижаем тепловые потери в проводах. Это, однако, снижает электробезопасность линий электропередачи.

### Выбор проводов для цепей
Тепло, выделяемое проводником с током, в той или иной степени выделяется в окружающую среду. В случае, если сила тока в выбранном проводнике превысит некоторое предельно допустимое значение, возможен столь сильный нагрев, что проводник может спровоцировать возгорание находящихся рядом с ним объектов или расплавиться сам. Как правило, при выборе проводов, предназначенных для сборки электрических цепей, достаточно следовать принятым нормативным документам, которые регламентируют выбор сечения проводников.
По этой причине для передачи необходимой мощности через современные магистральные воздушные линии электропередач, их проектируют под сверхвысокое напряжение (до 1150 кВ), чтобы обеспечить сверхнизкие токи в ЛЭП.

### Электронагревательные приборы
Если сила тока одна и та же на всём протяжении электрической цепи, то в любом выбранном участке будет выделять тепла тем больше, чем выше сопротивление данного участка.
За счёт сознательного увеличения сопротивления участка цепи можно добиться локализованного выделения тепла в этом участке. По этому принципу работают электронагревательные приборы. В них используется нагревательный элемент — проводник с высоким сопротивлением. Повышение сопротивления достигается (совместно или по отдельности) выбором сплава с высоким удельным сопротивлением (например, нихром, константан), увеличением длины проводника и уменьшением его поперечного сечения. Подводящие провода имеют обычное низкое сопротивление и поэтому их нагрев, как правило, незаметен.

### Плавкие предохранители
Для защиты электрических цепей от протекания чрезмерно больших токов используется отрезок проводника со специальными характеристиками. Это проводник относительно малого сечения и из такого сплава, что при допустимых токах нагрев проводника не перегревает его, а при чрезмерно больших перегрев проводника столь значителен, что проводник расплавляется и размыкает цепь.